# Онцо
Онцо (итал. Onzo) — коммуна в Италии, располагается в регионе Лигурия, в провинции Савона.
Население составляет 223 человека (2008 г.), плотность населения составляет 27 чел./км². Занимает площадь 8 км². Почтовый индекс — 17030. Телефонный код — 0182.
Покровителем коммуны почитается святитель Мартин Турский, празднование 11 ноября.

## Демография
Динамика населения:

## Администрация коммуны
- Официальный сайт: http://www.comuneonzo.net/ Архивная копия от 22 октября 2010 на Wayback Machine